# Ахуново (Салаватский район)
Аху́ново (баш. Ахун) — деревня в Салаватском районе Башкортостана, входит в состав Мечетлинского сельсовета.

## География
Деревня находится на правом берегу реки Юрюзань.

### Географическое положение
Расстояние до:
- районного центра (Малояз): 18 км,
- центра сельсовета (Мечетлино): 6 км,
- ближайшей ж/д станции (Кропачёво): 47 км.

## Население
| 2002 | 2009 | 2010 |
| ---- | ---- | ---- |
| 633  | ↗750 | ↘673 |

### Национальный состав
Согласно переписи 2002 года, основная национальность — башкиры (99 %).

## Известные уроженцы
- Яруллин, Хамид Гатауллинович (1935—2015) — советский и российский театральный актёр. Заслуженный артист РСФСР[5][6].